# Martin Ritt
Martin Ritt (n. 2 martie 1914, New York City, New York, SUA – d. 8 decembrie 1990, Santa Monica, California, SUA) a fost un regizor și actor american care a lucrat atât în film, cât și în teatru.

## Filmografie

### Regizor
- 1957 O lecție de curaj (Edge of the City)
- 1957 No Down Payment
- 1958 Lunga vară fierbinte (Long Hot Summer)
- 1958 Orhidea neagră (The Black Orchid)
- 1959 Zgomotul și furia (The Sound and the Fury)
- 1960 Five Branded Women
- 1961 Paris Blues
- 1962 Aventurile unui tânăr (Hemingway's Adventures of a Young Man)
- 1963 Hud, texanul (Hud)
- 1964 Ultrajul (The Outrage)
- 1965 Spionul care a venit din frig (The Spy Who Came In from the Cold)
- 1967 Hombre
- 1968 The Brotherhood
- 1970 Trădătorul (The Molly Maguires)
- 1970 Marea speranță albă (The Great White Hope)
- 1972 Sounder
- 1972 Pete și Tillie (Pete 'n' Tillie)
- 1974 Conrack
- 1976 Paravanul (The Front)
- 1978 Umbra lui Casey (Casey's Shadow)
- 1979 Norma Rae
- 1981 La drum (Back Roads)
- 1983 Cross Creek
- 1985 O dragoste târzie (Murphy's Romance)
- 1987 Nuts
- 1990 Stanley și Iris (Stanley & Iris)